# Hans Helmut Speidel
Hans Helmut Speidel (* 30. August 1938 in Mannheim) ist ein deutscher Brigadegeneral außer Dienst des Heeres der Bundeswehr.

## Leben
Speidel wurde als Sohn des Wehrmachts- und späteren Generals der Bundeswehr Hans Speidel  geboren. Er absolvierte das Abitur in Freudenstadt und besuchte das Leibniz Kolleg der Eberhard Karls Universität Tübingen. 1957 trat er in die Bundeswehr ein. Er wurde zum Infanterieoffizier ausgebildet, war Zugführer, Jugendoffizier der 10. Panzerdivision, Hörsaalleiter an der Heeresoffizierschule II, Kompaniechef der 2. Kompanie des Panzergrenadierbataillons 292 und S1-Offizier (Personal) der Panzerbrigade 29. 
Von 1969 bis 1971 absolvierte Speidel den 12. Generalstabslehrgang Heer an der Führungsakademie der Bundeswehr in Hamburg, wo er zum Offizier im Generalstabsdienst ausgebildet wurde. Anschließend war er stellvertretender Heeresattaché an der Deutschen Botschaft Washington, D.C., Generalstabsoffizier für Personal (G 1) der 5. Panzerdivision, Bataillonskommandeur des Jägerbataillons 112 in Regen, Referent im Referat I 5 im Führungsstab des Heeres im Bundesministerium der Verteidigung, G 1 des III. Korps in Koblenz, Heeresattaché an der Deutschen Botschaft London, Gruppenleiter in der Führerausbildung im Heeresamt in Köln, Leiter Arbeitsbereich im Planungsstab des Bundesministers der Verteidigung in Bonn, G 1 im Bundeswehrkommando Ost in Strausberg sowie Verteidigungs- und Heeresattaché an der Deutschen Botschaft Paris.
Ab Oktober 1995 war Speidel Kommandeur des Verteidigungsbezirkskommandos 100 und Standortkommandant Berlin. Mit Ablauf des September 1998 wurde er in den Ruhestand versetzt.
Von 2001 bis 2013 war Speidel Leiter des Regionalkreises Berlin der Clausewitz-Gesellschaft. 1998 wurde er Präsident des Landesverbandes Berlin der Deutschen Lebens-Rettungs-Gesellschaft; später wurde er Ehrenpräsident.
Speidel ist verheiratet, evangelisch und Vater von drei Töchtern und einem Sohn.

## Auszeichnungen
- 1998: Commandeur de l’Ordre national du Mérite[7]
- 2011: Ehrenabzeichen des Präsidenten des Technischen Hilfswerks[6]